# 台湾鸢尾
台湾鸢尾（学名：Iris formosana）为鸢尾科鸢尾属的植物，为台灣的特有植物。分布于台灣本島，生长于海拔500至1,000（1,600至3,300英尺）的地区，一般生于林缘、山坡和路旁，法國有引進成為園藝花卉。
其种加词“formosana”意为“台湾的”。